# 倉敷市立岡田小学校
倉敷市立岡田小学校（くらしきしりつおかだしょうがっこう）は、岡山県倉敷市真備町岡田にある公立小学校。岡田藩の陣屋跡に建てられている。
2023年（令和5年）に創立150周年を迎えた。

## 沿革
《主な出典：》
- 1873年（明治6年）4月23日 - 啓蒙所[注釈 1]開設。仮校舎の位置はしばしば移転して不詳[1]。
- 1875年（明治8年）4月 - 時習小学発足、校舎に藩学校演武場を充てる[1]。
- 1882年（明治15年）4月 - 校舎をかつての岡田藩藩邸趾に移転[1][注釈 2][注釈 3]。
- 1887年（明治20年）4月 - 尋常時習小学と改称（4年制）[1]。
- 1888年（明治21年）1月 - 黄薇（）高等小学校（組合立[注釈 4]）が設置される[注釈 5][1]。
- 1889年（明治22年）6月 - 町村制の施行により、岡田村が発足。
- 1893年（明治26年）4月 - 尋常時習小学を時習小学校[注釈 6]と改称[注釈 7]。
- 1908年（明治41年） - 小学校令改正の実施により6年制となる[1]。
- 1911年（明治44年）
  - 3月31日 - 黄薇高等小学校が廃校となり、同校舎等を購入して統合[1]。
  - 4月 - 時習尋常高等小学校と改称[注釈 8]。
- 1914年（大正3年）9月30日 - 黄薇校のうち校舎1棟（後の東校舎）の改築工事竣工（翌年にもさらに後の西校舎を改築）[注釈 9][1]。
- 1941年（昭和16年）4月 - 国民学校令の施行に伴い、岡田国民学校と改称。
- 1947年（昭和22年）
  - 1月 - 火災のため校舎焼失。
  - 4月 - 学制改革により岡田村立岡田小学校と改称。
- 1951年（昭和26年）4月 - 岡田村などが合併して、大備村が発足。これに伴い、大備村立岡田小学校と改称。
- 1952年（昭和27年）
  - 4月 - 大備村などが合併して、真備町が発足。これに伴い、真備町立岡田小学校と改称。
  - 10月 - 真備町穂井田村学校組合立岡田小学校と改称。
- 1953年（昭和28年） - 校区地域の篤志によりグランドピアノを購入[12]。
- 1956年（昭和31年）4月 - 同町村学校組合の改組[注釈 10]により真備町立岡田小学校に復称[注釈 11]。
- 1972年（昭和47年）10月 - 創立100周年記念事業を挙行。
- 1980年（昭和55年）10月 - 学校用地拡張工事竣工[注釈 12]。
- 2005年（平成17年）8月 - 真備町の倉敷市編入に伴い倉敷市立岡田小学校と改称。
- 2008年（平成20年）9月 - グランドピアノのリニューアル修理完了[12]。
- 2010年（平成22年） - 学校シンボルのクスノキが「くらしきの巨樹」に認定される（倉敷市登録No.68）[16][17]。
- 2018年（平成30年）
  - 7月 - 西日本豪雨災害のための避難所開設。
  - 11月 - 西日本豪雨災害のための避難所閉鎖。
- 2023年（令和5年）11月 - 創立150周年記念式典を挙行[4][18][注釈 13]。

## 通学区域
- 真備町岡田、真備町辻田、真備町市場（みどりが丘団地に限る）[20]

## 進学先中学校
- 公立の場合は真備東中学校に進学する[21]。

## 交通アクセス
- 井原鉄道「川辺宿駅」より徒歩約30分。

## 学区が隣接している小学校
- 倉敷市立川辺小学校（wikidata）
- 倉敷市立薗（）小学校（wikidata）
- 総社市立神在小学校（wikidata）

## 周辺の施設
- 横溝正史疎開宅
- 倉敷市真備ふるさと歴史館